# Котов, Николай Аверьянович
Николай Аверьянович Котов — советский хозяйственный, государственный и политический деятель.

## Биография
Родился в 1921 году в селе Лукино. Член КПСС.
Окончил Ленинградскую областную партийную школу, Всесоюзный заочный институт пищевой промышленности.
Участник Великой Отечественной войны в составе 136-го шап
В 1948—1966 — партийный работник в Мурманской области.
В 1966—1973 — первый секретарь Мурманского горкома КПСС.
В 1973—1976 — заместитель директора ЦНИИТЭИРХ по научной работе.
В 1976—1988 — директор Центрального НИИ технико-экономических исследований рыбного хозяйства<.
В 1988—1991 — старший научный сотрудник ВНИРО.
Делегат XXIV съезда КПСС.
Умер в 1991 году в Москве.

## Награды
- Орден Отечественной войны II степени
- Орден Трудового Красного Знамени (1971)
- Орден Знак Почёта